# Deutsche Fechtmeisterschaften 1961
Bei den Deutschen Fechtmeisterschaften 1961 wurden Einzel- und Mannschaftswettbewerbe in den Disziplinen Herrendegen, Herrensäbel und Herrenflorett ausgetragen. Bei den Damen wurde nur Florett gefochten. Die Meisterschaften wurden vom Deutschen Fechter-Bund organisiert.

## Herren

### Florett (Einzel)
| Platz | Sportler           | Verein       |
| ----- | ------------------ | ------------ |
| 1     | Dieter Schmitt     | TV Offenbach |
| 2     | Tim Gerresheim     | FCR Hamburg  |
| 3     | Jürgen Theuerkauff | OFC Bonn     |

### Florett (Mannschaft)
| Platz | Verein          | Sportler |
| ----- | --------------- | -------- |
| 1     | OFC Bonn        |          |
| 2     | TuS Rei Koblenz |          |
| 3     | FCR Hamburg     |          |

### Degen (Einzel)
| Platz | Sportler         | Verein          |
| ----- | ---------------- | --------------- |
| 1     | Dieter Fänger    | RFK Düsseldorf  |
| 2     | Paul Gnaier      | Heidenheimer SB |
| 3     | Fritz Zimmermann | DFC Düsseldorf  |

### Degen (Mannschaft)
| Platz | Verein          | Sportler                                                             |
| ----- | --------------- | -------------------------------------------------------------------- |
| 1     | TSV Mannheim    | Manfred Rentel Dieter Ost Werner Stumpfi Rüdiger Würtz Volkmar Würtz |
| 2     | Heidenheimer SB |                                                                      |
| 3     | DFC Düsseldorf  |                                                                      |

### Säbel (Einzel)
| Platz | Sportler           | Verein      |
| ----- | ------------------ | ----------- |
| 1     | Jürgen Theuerkauff | OFC Bonn    |
| 2     | Walter Köstner     | FR Nürnberg |
| 3     | Wilfried Wöhler    | FCR Hamburg |

### Säbel (Mannschaft)
| Platz | Verein          | Sportler |
| ----- | --------------- | -------- |
| 1     | MTV München     |          |
| 2     | TuS Rei Koblenz |          |
| 3     | OFC Bonn        |          |

## Damen

### Florett (Einzel)
| Platz | Sportler       | Verein                |
| ----- | -------------- | --------------------- |
| 1     | Helga Mees     | TB Saarbrücken        |
| 2     | Heidi Schmid   | TSV Schwaben Augsburg |
| 3     | Rosemarie Weiß | TS Freiburg           |

### Florett (Mannschaft)
| Platz | Verein                | Sportler |
| ----- | --------------------- | -------- |
| 1     | TuS Rei Koblenz       |          |
| 2     | TSV Schwaben Augsburg |          |
| 3     | TK Hannover           |          |